# 척탄병

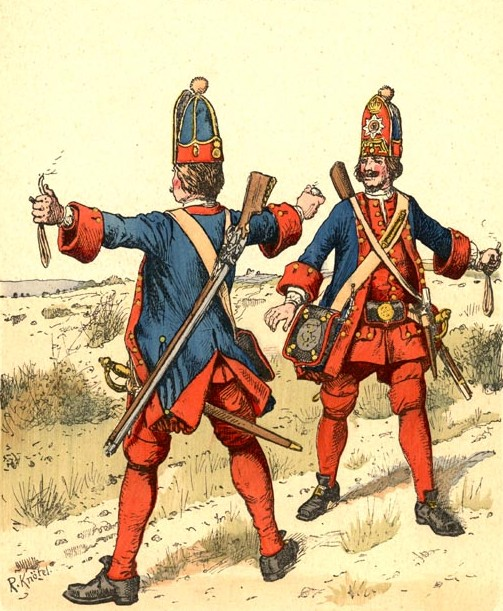
18세기 초엽 프로이센군의 척탄병. 왼손에는 발화용 줄을, 오른손에는 수류탄을 들고 어깨에는 소총을 메고 있다. 머리에는 Grenadiermtze라는 특이한 모자를 쓰고 있다.

척탄병(擲彈兵, 영어: Grenadier, 수류탄병)은 근대 유럽의 육군에서 조직되었던 정예 보병이다. 말그대로 수류탄 투척을 주 임무로 하는 병과였으며
19세기 중반에 이르러 사라지게 된다.

## 역사
17세기 중반 유럽 당시의 수류탄은 매우 조잡하여 위력도 부족했을 뿐 아니라 크기도 커서 척탄병으로 수류탄을 멀리 던질 수 있는 체격이 좋은 사람을 뽑았다. 따라서 척탄병들은 여러 특권을 누릴 수 있었으며, 다른 일반 군사들과 구별되는 복장을 하였다.
이후 20세기에 수류탄이나 기타 보병화기가 개발되어 더 이상 척탄병은 쓸모없어져 사라졌지만, 독일 국방군 같은 경우 정예부대에 대한 명예 칭호로써 척탄병이란 이름을 썼다. 제2차 세계 대전 말기에는 사기 진작 차원에서 부대명에 척탄병 칭호를 붙이기도 하였다.

## 같이 보기
- 수류탄